# カンバ (ボリビア)
カンバ（スペイン語: camba）は、ボリビアでアマゾンの低地やそこに住む人々をさす俗語。
ボリビア高地の人々（コージャ）がこの言葉を使う時は、「田舎者」「なまけもの」というような蔑みの意味を含むことがある。